# Tomosvaryella subvirescens
Tomosvaryella subvirescens är en tvåvingeart som först beskrevs av Friedrich Hermann Loew 1872.  Tomosvaryella subvirescens ingår i släktet Tomosvaryella och familjen ögonflugor. Inga underarter finns listade i Catalogue of Life.